# St. Margareta (Adendorf)

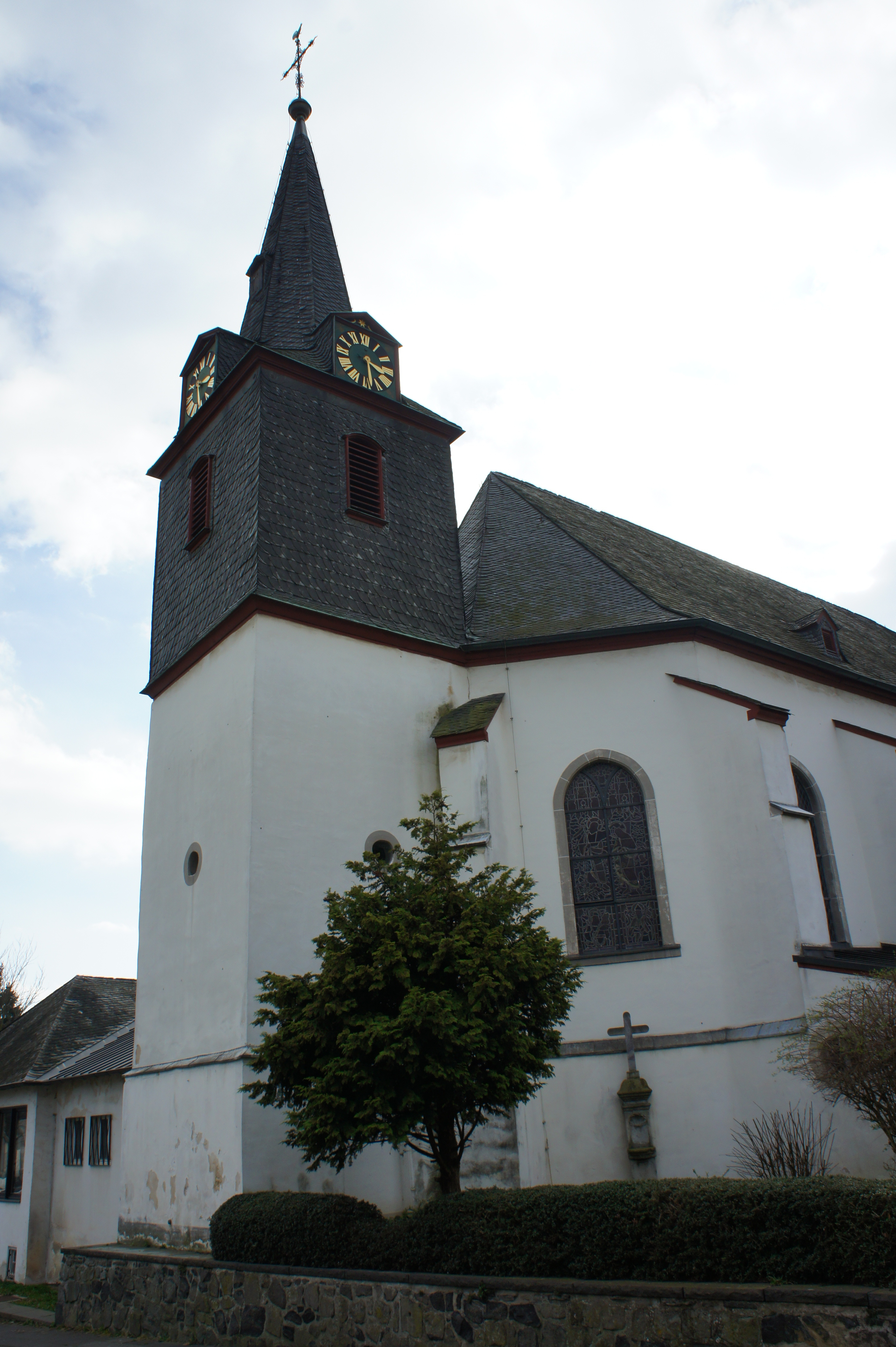
St. Margareta

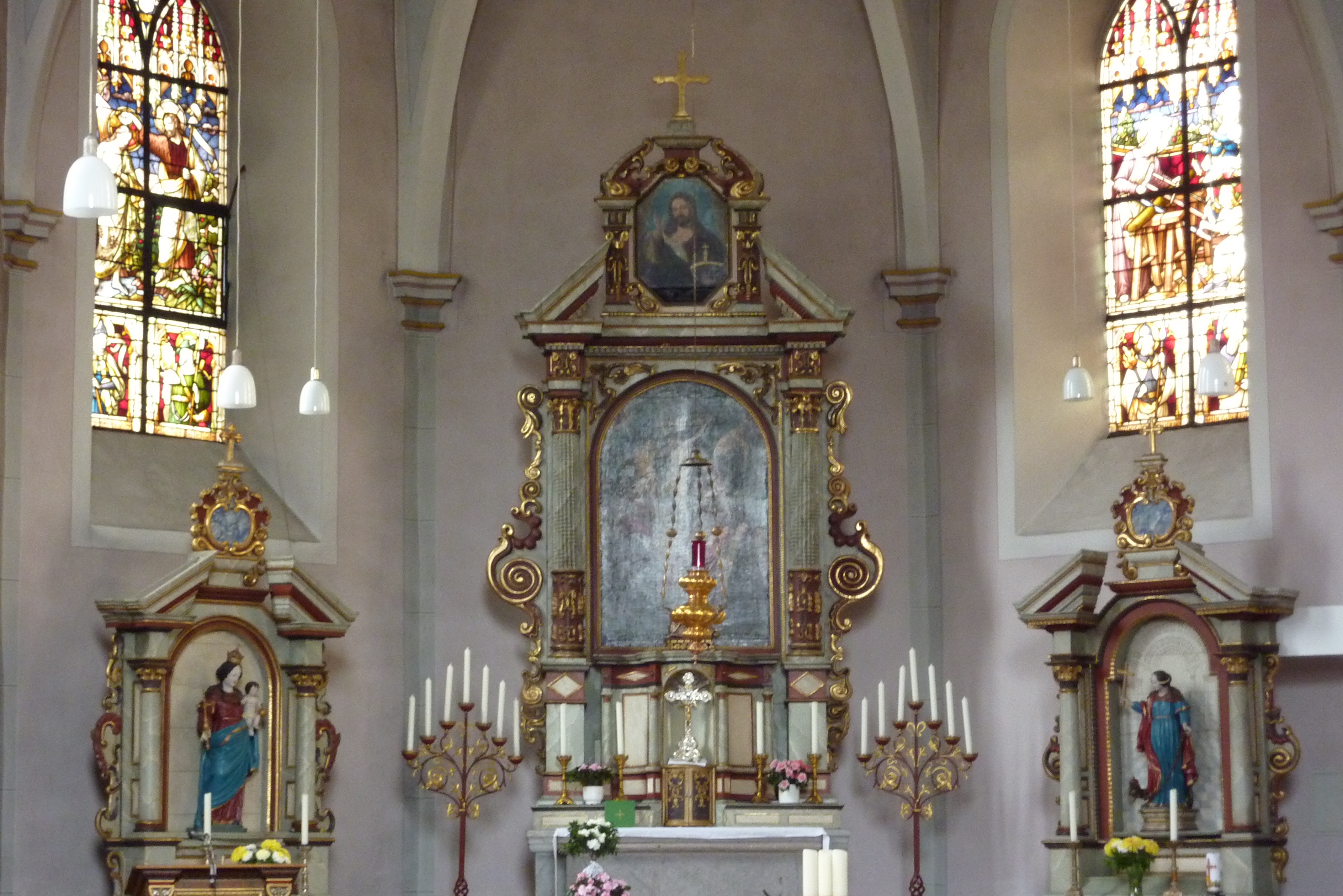
Blick auf den Chor

Die römisch-katholische Kirche St. Margareta ist ein Kirchengebäude in Adendorf, einem Ortsteil der Gemeinde Wachtberg im Rhein-Sieg-Kreis (Nordrhein-Westfalen). Es steht als Baudenkmal unter Denkmalschutz.

## Geschichte und Architektur
Ursprünglich stand das Patronatsrecht dem Erzbischof von Trier zu, später übte es der jeweilige Besitzer des örtlichen Schlosses aus.
Das einschiffige, kreuzgratgewölbte Bruchsteingebäude wurde 1515 mit dreiseitig geschlossenem Chor errichtet. Die Kirche wurde von 1770 bis 1780 durchgreifend erneuert, der Choranschlussturm im Osten wurde angebaut. Der Bau wurde um 1900 um zwei Joche nach Westen verlängert. Von 1961 bis 1962 wurde restauriert. Die Altäre stammen aus dem 18. Jahrhundert. Die Kirche verfügt über eine reiche spätbarocke Ausstattung.
Sehenswert ist eine Madonnenstatue, als Himmelskönigin mit Krone und Zepter, aus Lindenholz von der ehemaligen Kapelle in Klein Villip. Sie steht im linken Seitenaltar. Im rechten Seitenaltar ist eine Statue der Kirchenpatronin mit dem angeketteten, besiegten Drachen zu sehen. Sie stammt aus dem 16. Jahrhundert. Rechts vom Chor liegt die Loge der damaligen Schlossherren von der Leyen.
Die Kirche war bis zum 31. Dezember 2009 Pfarrkirche der Pfarrei St. Margareta im Dekanat Meckenheim-Rheinbach (Erzbistum Köln). Seit 2010 ist sie eine Filialkirche der Pfarrei St. Marien Wachtberg, die seit 2017 zum Kreisdekanat Rhein-Sieg-Kreis gehört.